# Anaesthetis anatolica
Anaesthetis anatolica är en skalbaggsart som beskrevs av Holzschuh 1969. Anaesthetis anatolica ingår i släktet Anaesthetis och familjen långhorningar. Inga underarter finns listade i Catalogue of Life.